# 1961-es Formula–1 belga nagydíj
Az 1961-es Formula–1-es világbajnokság harmadik futama a belga nagydíj volt.

## Futam
Ireland a belga nagydíjon visszatért a mezőnybe, a Team Lotus 21-es modelljével. A Ferrari egy negyedik versenyzőt is indított a belga Olivier Gendebiennel, aki egy sárgára festett Ferrarival indult a versenyen. Mivel a BRP-nek csak egy Lotus 18-asa volt, két versenyzője közül az indulhatott a versenyen, aki jobb időt fut az edzésen. Cliff Allison túl gyorsan haladt, ennek eredményeként összetörte az autót és lábsérülést szenvedett, ami Formula–1-es pályafutásának végét jelentette. Phil Hill szerezte meg a pole-t von Trips és a hazai versenyén induló Gendebien előtt, aki gyengébb motort kapott a gyári Ferrariknál.
Hill megtartotta a vezetést, de később Gendebien megelőzte, majd von Trips és Ginther is csatlakozott hozzájuk. Gyakran váltották egymást az élen, végül Hill győzött von Trips, Ginther és Gendebien előtt, így az első négy helyen a Ferrari autói értek célba. Surtees ötödik, Gurney hatodik lett.
| Helyezés | #  | Versenyző               | Csapat/Motor    | Futott körök | Idő/Kiesés oka                      | Rajthely | Pontszám |
| -------- | -- | ----------------------- | --------------- | ------------ | ----------------------------------- | -------- | -------- |
| 1        | 4  | Phil Hill               | Ferrari         | 30           | 2:03'03,8                           | 1        | 9        |
| 2        | 2  | Wolfgang von Trips      | Ferrari         | 30           | +0,7                                | 2        | 6        |
| 3        | 6  | Richie Ginther          | Ferrari         | 30           | +19,5                               | 5        | 4        |
| 4        | 8  | Olivier Gendebien       | Ferrari         | 30           | +45,6                               | 3        | 3        |
| 5        | 24 | John Surtees            | Cooper-Climax   | 30           | +1'26,8                             | 4        | 2        |
| 6        | 20 | Dan Gurney              | Porsche         | 30           | +1'31,0                             | 10       | 1        |
| 7        | 18 | Jo Bonnier              | Porsche         | 30           | +2'47,1                             | 9        |          |
| 8        | 14 | Stirling Moss           | Lotus-Climax    | 30           | +3'55,6                             | 8        |          |
| 9        | 40 | Jackie Lewis            | Cooper-Climax   | 29           | +1 kör                              | 13       |          |
| 10       | 44 | Masten Gregory          | Cooper-Climax   | 29           | +1 kör                              | 12       |          |
| 11       | 22 | Carel Godin de Beaufort | Porsche         | 28           | +2 kör                              | 14       |          |
| 12       | 34 | Jim Clark               | Lotus-Climax    | 24           | +6 kör                              | 16       |          |
| 13       | 38 | Tony Brooks             | BRM-Climax      | 24           | +6 kör                              | 7        |          |
| Kiesett  | 36 | Graham Hill             | BRM-Climax      | 24           | Gyújtás                             | 6        |          |
| Kiesett  | 26 | Maurice Trintignant     | Cooper-Maserati | 23           | Váltó                               | 20       |          |
| Kiesett  | 46 | Lorenzo Bandini         | Cooper-Maserati | 20           | Kerékcsapágy                        | 17       |          |
| Kiesett  | 28 | Jack Brabham            | Cooper-Climax   | 12           | Motorhiba                           | 11       |          |
| Kiesett  | 30 | Bruce McLaren           | Cooper-Climax   | 9            | Gyújtás                             | 15       |          |
| Kiesett  | 32 | Innes Ireland           | Lotus-Climax    | 9            | Motor                               | 18       |          |
| Kiesett  | 12 | Lucien Bianchi          | Lotus-Climax    | 9            | Olajszivárgás                       | 23       |          |
| Kiesett  | 10 | Willy Mairesse          | Lotus-Climax    | 7            | Gyújtás                             | 19       |          |
| NI       | 42 | Tony Marsh              | Lotus-Climax    |              | Vita a nevezési díjjal kapcsolatban |          |          |
| NI       | 48 | Wolfgang Seidel         | Lotus-Climax    |              | Vita a nevezési díjjal kapcsolatban |          |          |
| NI       | 50 | Ian Burgess             | Lotus-Climax    |              | Vita a nevezési díjjal kapcsolatban |          |          |
| NI       | 16 | Cliff Allison           | Lotus-Climax    |              | Az autó gyakorlás közben megsérült  |          |          |
| NI       | 16 | Henry Taylor            | Lotus-Climax    |              | Allison összetörte az autót         |          |          |

### Statisztikák
Vezető helyen:
- Phil Hill: 20 kör (1 / 3-5 / 8 / 11-13 / 15 / 17-18 / 21-23 / 25-30)
- Olivier Gendebien: 3 kör (2 / 6-7)
- Wolfgang von Trips: 7 kör (9-10 / 14 / 16 / 19-20 / 24)
- Phil Hill 2. győzelme, 3. pole-pozíciója, Richie Ginther 2. leggyorsabb köre.
- Ferrari 32. győzelme.

Jackie Lewis és Lorenzo Bandini első versenye.